# Peter Fonda

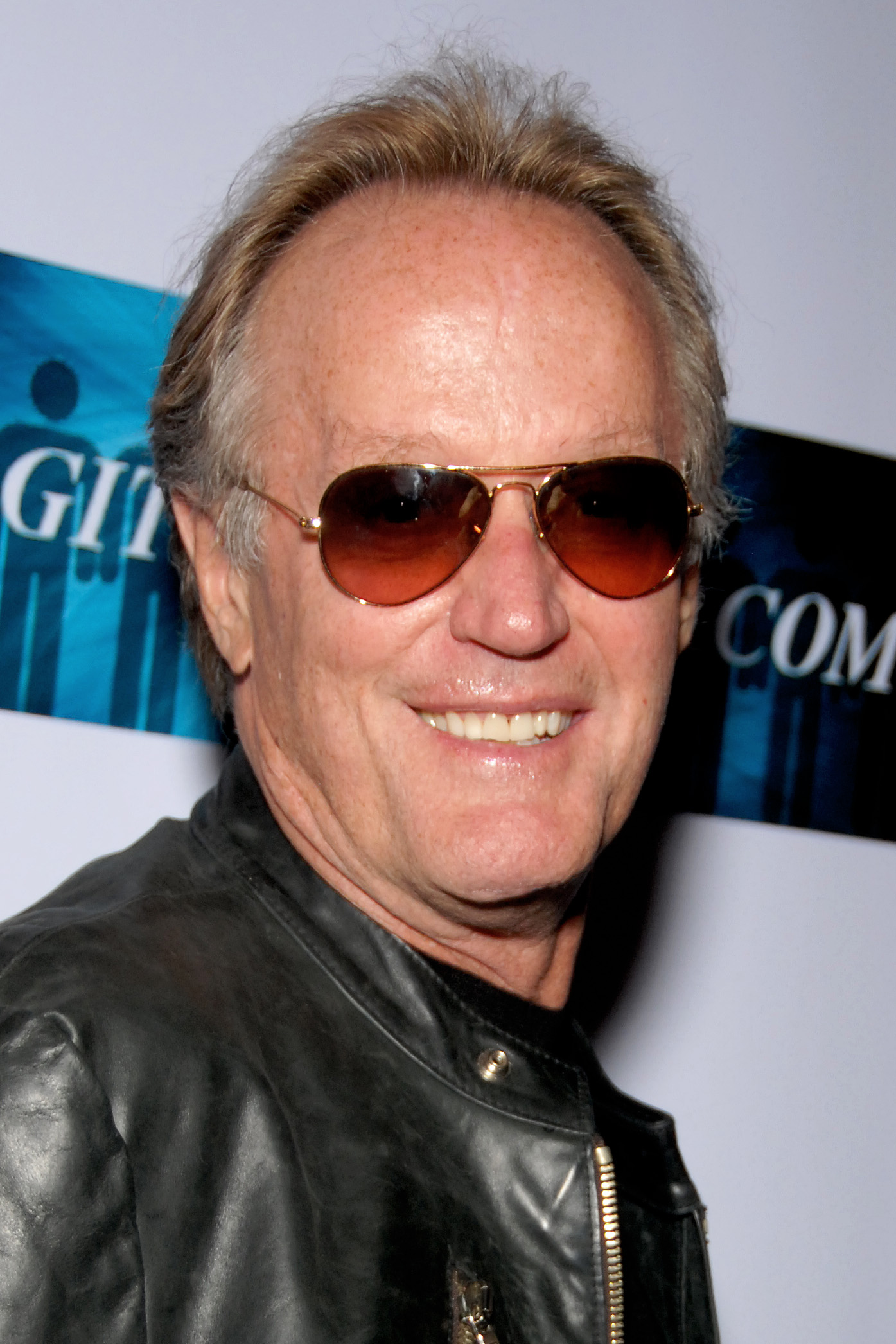
Peter Fonda

Peter Henry Fonda (23 tháng 2 năm 1940 - 16 tháng 8 năm 2019) là diễn viên Mỹ và một nhà sản xuất phim. Ông sinh ra tại New York.